# Astiphromma perditum
Astiphromma perditum là một loài tò vò trong họ Ichneumonidae.